# 9e British Academy Film Awards
De 9e British Academy Film Awards of BAFTA Awards werden uitgereikt in 1956 voor de films uit 1955.

## Winnaars en genomineerden

### Beste Film
Richard III 
- Bad Day at Black Rock
- Carmen Jones
- The Colditz Story
- The Dam Busters
- East of Eden
- The Ladykillers
- Marty
- The Night My Number Came Up
- The Prisoner
- Seven Samurai
- Simba
- La Strada
- Summertime

### Beste Britse Film
Richard III 
- The Colditz Story
- The Dam Busters
- The Ladykillers
- The Night My Number Came Up
- The Prisoner
- Simba

### Beste Buitenlandse Acteur
Ernest Borgnine in Marty 
- James Dean in East of Eden
- Jack Lemmon in Mister Roberts
- Frank Sinatra in Not as a Stranger
- Toshirō Mifune in Seven Samurai
- Takashi Shimura in Seven Samurai

### Beste Britse Acteur
Laurence Olivier in Richard III 
- Alfie Bass in The Bespoke Overcoat
- Kenneth More in The Deep Blue Sea
- Michael Redgrave in The Night My Number Came Up
- Jack Hawkins in The Prisoner
- Alec Guinness in The Prisoner

### Beste Britse Actrice
Katie Johnson in The Ladykillers 
- Margaret Lockwood in Cast a Dark Shadow
- Deborah Kerr in The End of the Affair
- Margaret Johnston in Touch and Go

### Beste Buitenlandse Actrice
Betsy Blair in Marty 
- Dorothy Dandridge in Carmen Jones
- Grace Kelly in The Country Girl
- Julie Harris in I Am a Camera
- Marilyn Monroe in The Seven Year Itch
- Judy Garland in A Star Is Born
- Giulietta Masina in La Strada
- Katharine Hepburn in Summertime

### Beste Britse Script
The Ladykillers - William Rose 
- Doctor at Sea - Nicholas Phipps en Jack Davies
- Simba - John Baines
- The Night my Number Came Up - R.C. Sherriff
- The Deep Blue Sea - Terence Rattigan
- Touch and Go - William Rose
- The Prisoner - Bridget Boland
- The Dambusters - R.C. Sherriff
- The Constant Husband - Sidney Gilliat en Val Valentine

### Beste Geanimeerde Film
Blinkity Blank
- Animal Farm
- The Lady and the Tramp
- Magoo Express
- Down a Long Way
- Fudget's Budget

### Beste Documentaire
The Vanishing Prairie
- Gold
- Miner's Window
- Rival World

### Special Award
The Bespoke Overcoat
- Mr Mensah Builds a House
- The Steps of Age

### VN Award
Children of Hiroshima (Gembaku no ko)
- Bad Day at Black Rock
- Escapade
- Simba

### Meestbelovende Nieuwkomer in een Film
Paul Scofield in That Lady
- Jo Van Fleet in East of Eden